# Drymarchon
Drymarchon – rodzaj węży z podrodziny Colubrinae w rodzinie połozowatych (Colubridae).

## Zasięg występowania
Rodzaj obejmuje gatunki występujące w Stanach Zjednoczonych, Meksyku, Belize, Gwatemali, Hondurasie, Nikaragui, Kostaryce, Panamie, Kolumbii, Wenezueli, Gujanie, Gujanie Francuskiej, Trynidadzie i Tobago, Brazylii, Ekwadorze, Boliwii, Peru, Paragwaju i Argentynie.  

## Systematyka

### Etymologia
- Drymarchon: gr. δρυμος drumos „dąbrowa, knieja”[8]; αρχων arkhōn, αρχοντος arkhontos  „władca, szef, monarcha”, od αρχω arkhō „rządzić”[9].
- Georgia: Georgia, Stany Zjednoczone[3]. Gatunek typowy: Coluber couperi Holbrook, 1842.
- Geoptyas: gr. γεω- geō- „ziemny-”, od γη gē „ziemia, grunt”[10]; πτυας ptuas, πτυαδος ptuados „gatunek żmii”[11]. Gatunek typowy: Geoptyas collaris Steindachner, 1867 (= Coluber corais Boie, 1827).
- Morenoa: prof. Aniceto Moreno[5]. Gatunek typowy: Morenoa orizabensis Dugès, 1905 (= Spilotes melanurus A.M.C. Duméril, Bibron & A.H.A. Duméril, 1854).

### Podział systematyczny
Do rodzaju należą następujące gatunki:  
- Drymarchon caudomaculatus Wüster, Yrausquin & Mijares-Urrutia, 2001
- Drymarchon corais (Boie, 1827)
- Drymarchon couperi (Holbrook, 1842)
- Drymarchon margaritae Roze, 1959
- Drymarchon melanurus (Duméril, Bibron & Duméril, 1854)